# Камойяпитек
Камойяпитек (лат. Kamoyapithecus) — род вымерших олигоценовых человекообразных обезьян, впервые найденный в 1948 году в северной Кении.

## Камойяпитек
Камойяпитек жил в Африке во второй половине олигоценового периода (хаттский век, Chattian), приблизительно 24,2—27,5±0,3 миллиона лет назад. В 1980 году останки камойяпитека отнесли к роду проконсул (C.T. Madden), но в 1995 году Ричард Лики с партнерами выделил окаменелости в новый род Kamoyapithecus, по имени всемирно известного сборщика окаменелостей из команды Луиса Лики — Камойя Кимеу. Род представлен только одной разновидностью — Kamoyapithecus hamiltoni. Камойяпитек известен исключительно по находкам зубов и челюстей (самый известный экземпляр — фрагмент верхней челюсти KNM-LS 7). Сравнение зубов и челюстей камойяпитека показало его схоство с афропитеком, проконсулом и моротопитеком. Однако, фрагментарность находок пока затрудняет решение вопроса о том, был ли камойяпитек одним из предков человека.

## Классификация
- Отряд Приматы
  - Подотряд Гаплориновые (Сухоносые приматы)
    - Инфраотряд Обезьянообразные
      - Парвотряд Узконосые обезьяны
        - Надсемейство Человекообразные обезьяны, или Гоминоиды
          - † Род Камойяпитек (Kamoyapithecus)
            - † Вид Kamoyapithecus hamiltoni